# Ann Osgerby
Ann Osgerby (Preston, 20 gennaio 1963) è un'ex nuotatrice britannica.
Specializzata nella farfalla ha vinto la medaglia d'argento nella staffetta 4x100 m misti alle Olimpiadi di Mosca 1980.

## Palmarès
- Olimpiadi
  - 1980 - Mosca: argento nella staffetta 4x100 m misti.